# 마드리드 지하철 11호선

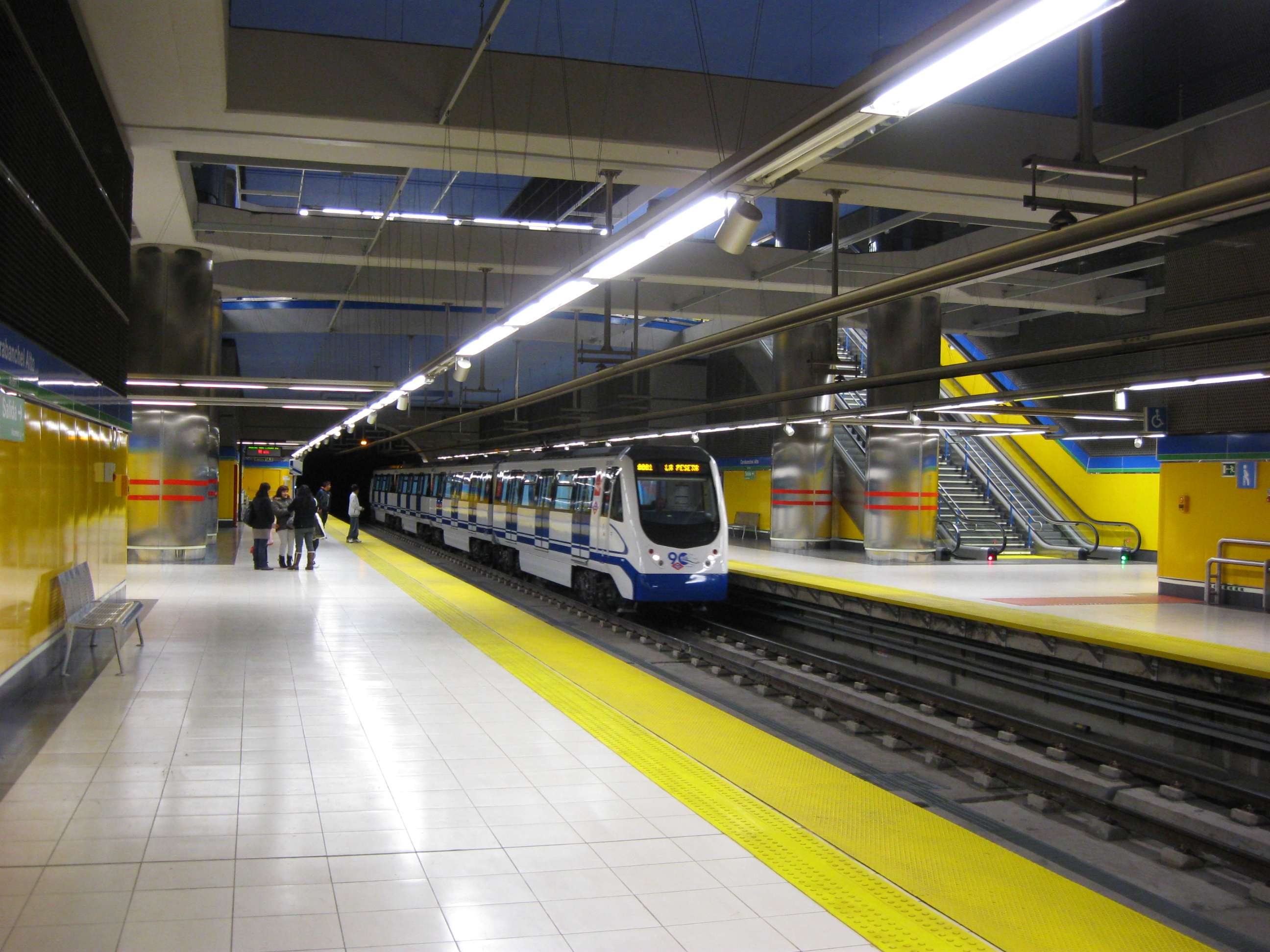
11호선의 카라반첼 알토 역

마드리드 지하철 11호선 (línea 11)은 스페인 마드리드 지하철의 노선 중 하나로, 마드리드 남부의 플라사 엘립티카 역과 라 포르투나 역 사이를 잇는 노선이다. 현재 7개 역이 운영되고 있으며 각 역의 승강장 길이는 115m이다. 총길이는 8.5km이며, 선로 규격은 광궤이다.
1998년에 처음 개통된 노선으로 역이 2개뿐인 라말 선을 제외하면 가장 짧은 노선이다. 그러나 차후 대대적인 연장 계획이 모두 마무리되면 마드리드 지하철에서 가장 긴 노선중 하나로 등극할 예정이다. 요금구역상으로는 거의 전구간이 A구역에 속해 있으나, 라 포르투나 역은 마드리드 역외인 레가네스 시에 위치해 있어 B1구역에 속한다.

## 역사
1998년 11월 16일 첫 구간인 플라사 엘립티카-판 벤디토 구간 개통과 함께 운행에 들어갔다. 개통 이후 한동안은 이 3개 역만 영업하였다. 2006년에는 판 벤디토에서 라 페세타 역까지 연장되어 3개 역이 더 추가되었다. 이후 2010년 10월 5일에 라 포르투나 역까지 다시 한차례 연장되어 지금까지 운영중에 있다.
초창기에는 5000번대 열차를 투입하였으나, 2010년부터 세대교체 작업에 들어가 4량 규모의 8000번대 신형 열차가 운행되고 있다. 이 과정에서 역내 일부 승강장을 철거하는 공사를 거쳤다.
현재는 7개 역에 불과한 단거리 노선이지만, 차후에는 마드리드 중심부의 아토차 철도역을 거쳐 6호선의 콘데 데 카살 역까지 6.5km 정도의 구간이 연장될 예정이다. 연장공사가 마무리되면 카라반첼과 라포르투나 주민들은 아토차 역까지 몇 분만에 이동할 수 있게 된다. 마드리드 지역교통 컨소시엄 (CRTM) 측은 연장 계획에 들어가는 예산은 총 2억 6500만 유로에 달하며, 오는 2023년부터 운행에 들어갈 수 있다고 전망하였다.
2018년 7월 3일 마드리드 지역교통 컨소시엄은 기존 연장안을 확정하였다. 2019년 말까지 모든 설계를 마치고, 2020년부터 공사에 착수할 예정이다.

## 환승 정보

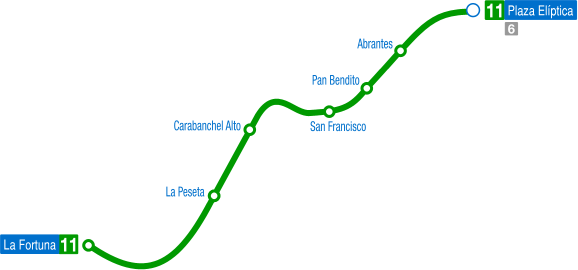
11호선 노선도

11호선과 환승되는 노선은 현재 하나뿐이다.
- 6호선 - 플라사 엘립티카 역

플라사 엘립티카 역, 아브란테스 역, 판 벤디토 역, 라 포르투나 역에서 시외버스 노선을 탈 수 있다.

## 같이 보기
- 마드리드 지하철